# Knud Rasmussens Hus
Knud Rasmussens Hus i Hundested er i dag indrettet som mindestue for Danmarks berømte polarforsker Knud Rasmussen. Her er der mulighed for at opleve minder fra Knud Rasmussens videnskabelige ekspeditioner i Grønland.
Til huset hører et over 25.000 m² stort naturområde lige ud til Kattegat og i umiddelbar tilknytning til Spodsbjerg Fyr og Spodsbjerg Klint.
Knud Rasmussens Hus er en del af Industrimuseet Frederiks Værk.